# Polnische Querfeldeinmeisterschaft 1968
Die Polnische Querfeldeinmeisterschaft 1968 fand in 3. März 1968 in Prudnik statt. Es war die 31. Austragung der Titelkämpfe.

## Medaillengewinner
- Gold: Ryszard Szurkowski (Dolmel Wrocław)[2]
- Silber: Krzysztof Stec (Legia-Felt)
- Bronze: Franciszek Surmiński (LZS Prudnik)[3]